# アティラ群
アティラ群 (アティラぐん、Atira group) は、軌道要素による小惑星の分類の1つで、地球接近小惑星の4つのグループの1つである。

アティラ群の軌道（緑色）。地球（青色）の公転軌道の内側に収まることがわかる

アティラ群は、軌道長半径が1.0天文単位 (au) 未満で、遠日点距離が地球の近日点距離にあたる0.983 au 未満の軌道を持つ、すなわち完全に地球の公転軌道の内側に収まる公転軌道を持つ小惑星である。アテン群と同じく地球接近小惑星のグループであるが、地球の軌道とは交差しない点でアテン群とは異なる。アティラ群で最も大きく、最初に分類された小惑星は、群の名称の由来ともなった (163693) アティラである。1998 DK36 はアティラより先に発見されているが、軌道が確定しておらず暫定的な分類である。
2020年1月に、金星の公転軌道の内側に収まる公転軌道を持つ小惑星2020 AV2が発見された。この小惑星は、アティラ群に分類されるとともに、非公式ながら金星 (Venus) とアティラ群 (Atira group) のかばん語による Vatira というサブグループへの分類が提唱されている。これよりもさらに内側の軌道となる水星よりも内側を公転する小惑星の群にはバルカン群という仮称が使われているが、2020年現在それに該当する軌道をもつ小惑星は発見されていない。

## 一覧
2020年1月時点で、アティラ群の小惑星は40個発見されている。そのうち9個に小惑星番号が付与されており、2個に固有名が付されている。
- (163693) アティラ
- (367943) Duende
- (164294) 2004 XZ130
- (202683) 2006 US216
- (413563) 2005 TG45
- (418265) 2008 EA32
- (434326) 2004 JG6
- (481817) 2008 UL90
- (509352) 2007 AG
- 1998 DK36
- 2005 YQ96
- 2006 WE4
- 2007 BD
- 2009 SZ99
- 2010 VK139
- 2010 XB11
- 2012 VE46
- 2013 JX28
- 2013 TQ5
- 2014 FO47
- 2015 DR215
- 2015 ME131
- 2016 CC136
- 2016 VB1
- 2016 WY
- 2017 TF2
- 2017 WJ16
- 2017 XA1
- 2017 YH
- 2018 JB3
- 2018 WA1
- 2018 WH1
- 2018 YA1
- 2019 AQ3
- 2019 LF6
- 2019 LL5
- 2019 XL3
- 2019 XO1
- 2020 AV2 - 金星の公転軌道の内側に収まる公転軌道を持つ。既知の小惑星の中で遠日点距離が最も小さい。
- 2020 AW